# Eldora (Colorado)
Eldora és una concentració de població designada pel cens dels Estats Units a l'estat de Colorado. Segons el cens del 2000 tenia 170 habitants.

## Demografia
Segons el cens del 2000, Eldora tenia 170 habitants, 89 habitatges, i 42 famílies. La densitat de població era de 15,6 habitants per km².
Dels 89 habitatges en un 20,2% hi vivien nens de menys de 18 anys, en un 43,8% hi vivien parelles casades, en un 3,4% dones solteres, i en un 51,7% no eren unitats familiars. En el 42,7% dels habitatges hi vivien persones soles el 3,4% de les quals corresponia a persones de 65 anys o més que vivien soles. El nombre mitjà de persones vivint en cada habitatge era d'1,91 i el nombre mitjà de persones que vivien en cada família era de 2,67.
Per edats la població es repartia de la següent manera: un 15,3% tenia menys de 18 anys, un 2,4% entre 18 i 24, un 50,6% entre 25 i 44, un 23,5% de 45 a 60 i un 8,2% 65 anys o més.
L'edat mediana era de 38 anys. Per cada 100 dones de 18 o més anys hi havia 128,6 homes.
La renda mediana per habitatge era de 51.875 $ i la renda mediana per família de 55.625 $. Els homes tenien una renda mediana de 41.563 $ mentre que les dones 29.583 $. La renda per capita de la població era de 22.191 $. Cap de les famílies i el 8,6% de la població estaven per davall del llindar de pobresa.

## Poblacions més properes
El següent diagrama mostra les poblacions més properes.